# Попоец
 Тази статия е за селото в Северна Македония.  За селото в България вижте Поповец.  
Попоец или книжовно Поповец (на македонска литературна норма: Попоец; на албански: Popoeci) е село в община Кичево, в западната част на Северна Македония.

## География
Селото е разположено в областта Горна Копачка, в източното подножие на планината Стогово.

## История
В XIX век Попоец е чисто българско село в Кичевска каза на Османската империя. Църквата „Свети Никола“ е от 1860 година, а за църквата „Света Богородица Пречиста“ в местността Старо село не се знае кога е градена. В „Етнография на вилаетите Адрианопол, Монастир и Салоника“, издадена в Константинопол в 1878 година и отразяваща статистиката на населението от 1873 година Поповец (Popovetz) е посочено като село с 48 домакинства със 185 жители българи.
Според статистиката на Васил Кънчов („Македония. Етнография и статистика“) към 1900 година в Попоец живеят 410 българи-християни.
На Етнографската карта на Битолския вилает на Картографския институт в София от 1901 година Попоец е чисто българско село в Кичевската каза на Битолския санджак с 40 къщи.
Цялото село e под върховенството на Българската екзархия. По данни на секретаря на екзархията Димитър Мишев („La Macédoine et sa Population Chrétienne“) в 1905 година в Попоец има 400 българи екзархисти.
Статистика, изготвена от кичевския училищен инспектор Кръстю Димчев през лятото на 1909 година, дава следните данни за Поповец:
| Домакинства | Гурбетчии | Грамотни | Грамотни | Грамотни | Неграмотни | Неграмотни | Неграмотни |
| Домакинства | Гурбетчии | мъже     | жени     | общо     | мъже       | жени       | общо       |
| ----------- | --------- | -------- | -------- | -------- | ---------- | ---------- | ---------- |
| 56          | 16        | 32       | 0        | 32       | 99         | 116        | 215        |

При избухването на Балканската война 23 души от Поповец са доброволци в Македоно-одринското опълчение.
След Междусъюзническата война в 1913 година селото попада в Сърбия.
На етническата си карта на Северозападна Македония в 1929 година Афанасий Селишчев отбелязва Поповец като българско село.
Според преброяването от 2002 година селото има 34 жители македонци.
От 1996 до 2013 година селото е част от община Другово.

## Личности
Родени в Попоец
- Виктор Дойчинов Стефанов, български революционер от ВМОРО, действал в Копачка с Янаки Янев и Арсо Мицков[10]
- Гюрчин (Гюро) Секулов Соколов (1880 – ?), български революционер от ВМОРО, четник на Деян Димитров,[11] македоно-одрински опълченец, 2 рота на 9 велешка дружина, награден с орден „За храброст“ IV степен[12]
- Мирко Милески (1923 – 1943), югославски партизанин и деец на НОВМ
- Митан Блажев, български революционер от ВМОРО[13]
- Петре Китанов Аврамов, български революционер от ВМОРО, действал срещу сръбските и гръцките чети в Мариово[13]